# Zelluloid
Zelluloid è il quarto album in studio del gruppo musicale tedesco Unheilig, pubblicato nel 2004.

## Tracce
1. Die Filmrolle – 1:35
2. Zauberer – 4:10
3. Hört Mein Wort – 4:50
4. Willst Du Mich? – 3:46
5. Himmelherz – 5:54
6. Auf Zum Mond – 5:58
7. Freiheit – 5:22
8. Herz Aus Eis – 5:08
9. Sieh In Mein Gesicht – 4:22
10. Mein König – 5:16
11. Fabrik Der Liebe – 5:21
12. Tanz Mit Dem Feuer – 5:33
13. Feier Dich! – 4:48
14. Zeig Mir, Dass Ich Lebe (Traccia Bonus Edizione limitata) – 4:08
15. Wenn Du Lachst (Traccia Bonus Edizione limitata) – 4:06
16. Zelluloid – 4:00